# Andreas Kalsenius

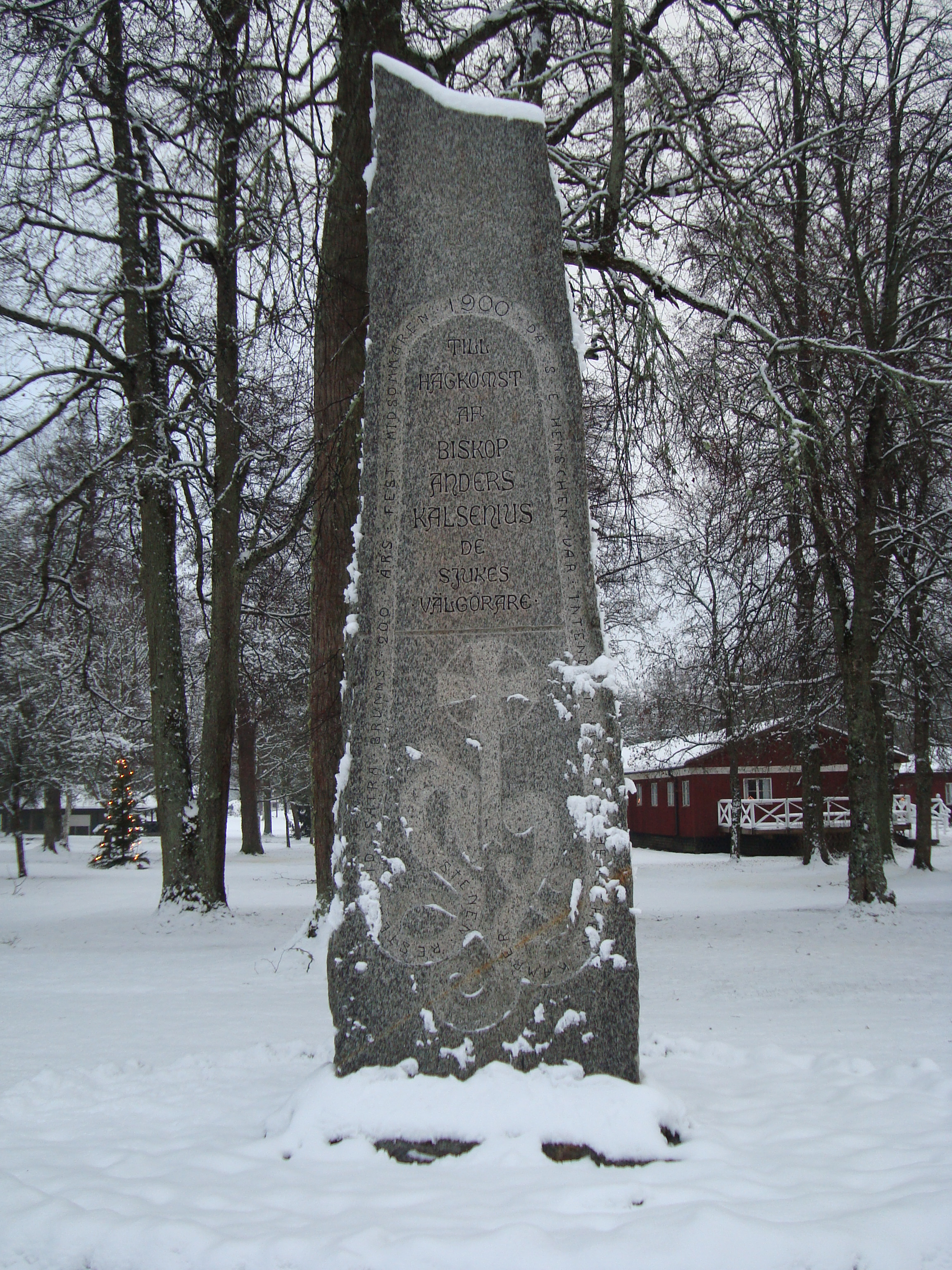
Minnessten över Andreas (Anders) Kalsenius i Sätra brunn, rest 1900.

Andreas Kalsenius, född 1 november 1688 i Söderbärkes prästgård i Dalarna, död 24 december 1750 i Västerås, var en svensk biskop av Västerås stift, överhovpredikant, pastor primarius, donator och teolog.

## Biografi
Andreas Kalsenius föräldrar var prosten och kyrkoherden Olof Kalsenius och Anna Rudbeck, dotter till biskopen Nils Rudbeckius. Vid nio års ålder sändes Kalsenius till universitetet i Uppsala, där han till en början idkade sina studier under ledning av ett par äldre kamrater, båda blivande biskopar, nämligen halvbrodern Nils Barchius och Andreas Olavi Rhyzelius.
Promoverad till filosofie magister 1713 och prästvigd 1716, kallades han sistnämnda år till huspredikant hos riksrådet greve Gustaf Cronhielm och befordrades till pastor vid Dalregementet samt bevistade såsom sådan kampanjen i Norge 1718. Från nämnda kår sökte och erhöll han 1720 transport såsom andre pastor vid livdrabanterna och utnämndes 1722 till extra ordinarie hovpredikant. Den personliga beröring som han genom det sistnämnda kallet kom med kung Fredrik I, påskyndade hans befordringar. 1725 förordnades han till preses i hovkonsistorium och blev 1728 efter halvbrodern Barchius kungens överhovpredikant, 1730 pastor primarius vid Storkyrkan i Stockholm efter Erik Alstrin och ordförande i stadskonsistorium samt 1733 biskop i Västerås. 
Redan tre år förut hade han nämnts till teologie doktor av universitetet i Greifswald. Hans avundsmän påstod att det inte var Kalsenius utmärkthet som präst utan helt andra meriter som framkallade denna hastiga lycka, nämligen hans egenskap av säker skytt och glad deltagare i kungens jaktpartier och ännu mer hans eftergivenhet för kungens passion beträffande Hedvig Taube. Av andra framställes han dock som både en samvetsgrann och aktningsvärd man. Hans lärdom och nit som stiftsstyresman har inte ens hans ovänner sökt förneka. 
Mot Uppsala universitet visade han en stor frikostighet, då han där inrättade den teologiska profession för "teologiska prenotioner och theologia polemica", som ännu bär hans namn, den kalsenianska professuren. För detta ändamål skänkte han till akademiens disposition Sätra brunn i Västmanland och 20 000 daler k:mt, det senare dock med förbehåll av underhåll åt några fattiga. Västerås gymnasium förärades hans vackra och dyrbara myntsamling. Vid riksdagarna tillhörde han Hattpartiet. 
Gift med Elisabeth Le Moine.